# Bataille de Cibalae
La bataille de Cibalae a vu s'affronter Constantin et Licinius, rivaux pour la domination de l'Empire romain, en 316. La bataille eut lieu près de la ville de Cibalae (aujourd'hui Vinkovci en Croatie) dans la province romaine de Pannonie seconde. Constantine remporta une victoire éclatante, malgré son infériorité numérique.

## Contexte
Le conflit est déclenché par la nomination par Constantin de son beau-frère, Bassianus, en tant que César. Constantin découvre que Bassianus conspire contre lui, peut-être sous l'impulsion de son propre frère Senecio, un proche associé de Licinius. Il exige alors que Licinius lui remette Senecio, ce qu'il refuse. Constantin marche contre Licinius, qui répond en élevant un autre associé, Valens, au rang de coempereur.

## Bataille
Les armées s'affrontent dans la plaine située entre les rivières Save et Drave, près de la ville de Cibalae. La bataille dure toute la journée. Les forces de Constantin sont disposées dans un défilé adjacent aux pentes montagneuses. L'armée de Licinius est quant à elle stationnée sur un terrain plus bas, près de la ville de Cibalae. Comme l'infanterie de Constantin est obligée de s'avancer à travers un terrain accidenté, la cavalerie est placée en avant, pour servir d'écran. Constantin déplace alors son armée vers un terrain plus dégagé et lance ses forces contre Licinius. Après une phase d'escarmouches et de tirs à distance, les corps d'infanterie se rencontrent et de violents combats au corps à corps s'ensuivent. Tard dans la journée, les combats font encore rage tard lorsque Constantin dirige personnellement une charge de cavalerie depuis l'aile droite de son armée. La charge est décisive et les rangs de Licinius sont écrasés. Au moins 20 000 soldats de Licinius sont tués dans cette bataille. Les forces de cavalerie qui ont survécu escortent la fuite de Licinius sous le couvert de l'obscurité.

## Conséquences
Après la bataille, Licinius est contraint de fuir jusqu'à Sirmium (aujourd'hui Sremska Mitrovica en Serbie), puis, après avoir récupéré sa famille et son trésor, vers la Thrace. Des négociations de paix sont engagées, mais elles échouent. Une autre bataille est alors menée, la bataille de Mardia, qui se révèle indécise. Les deux armées ont subi de lourdes pertes. Constantin, prévoyant une retraite de Licinius sur Byzance, s'avance en direction de cette ville. Mais Licinius s'est retiré plus au nord, ce qui le place au travers des lignes de communication de Constantin. Constantin a également perdu une grande partie de ses bagages au profit de Licinius. Un traité très favorable à Constantin est ensuite négocié. Il comprend la cession par Licinius de la plus grande partie de la péninsule balkanique et l'élévation des fils de Constantin, Crispus (alors âgé d'environ quatorze ans) et Constantin II (qui n'est encore qu'un enfant), avec le jeune fils de Licinius, Licinius II, au rang de César. Licinius est ensuite déposé et exécuté par son ancien coempereur Valens.